# Starlight Kid
Starlight Kid (スターライト・キッド, Sutāraito Kiddo, nascida em 18 de agosto de 2001) é uma lutadora profissional japonesa. Ela trabalha atualmente para a World Wonder Ring Stardom, onde é considerada a líder de fato da facção Neo Genesis.
Starlight Kid é a atual detentora do Wonder of Stardom Championship, em seu primeiro reinado, e já conquistou uma vez o High Speed Championship, o Artist of Stardom Championship, o Future of Stardom Championship e o Goddesses of Stardom Championship. Ela foi a primeira lutadora da Stardom a usar máscara em tempo integral, como parte de sua persona de luchadora. Fortemente influenciada pela lucha libre mexicana, Starlight Kid segue a tradição de manter sua identidade verdadeira em sigilo, portanto seu nome real não é de conhecimento público.

## Carreira na luta livre profissional

### World Wonder Ring Stardom (2015–presente)

#### Início de carreira (2015–2018)
Starlight Kid fez sua estreia na luta livre profissional em 11 de outubro de 2015, em uma luta three-way na qual ela e Momo Watanabe foram derrotadas por Kaori Yoneyama. Em 8 de novembro, ela participou de seu primeiro grande torneio da Stardom, fazendo dupla com Hiromi Mimura na Goddesses of Stardom Tag League de 2015. A equipe perdeu na primeira rodada para Watanabe e Datura. Depois disso, ela passou a fazer dupla com Miura com frequência. Kid passou a maior parte de suas lutas sendo derrotada por outras lutadoras mais experientes, o que ajudava a valorizar essas oponentes enquanto, ao mesmo tempo, proporcionava a Starlight Kid experiência em ringue e exposição televisiva.
A partir de junho de 2016, Kid fez uma pausa de um ano na luta livre. Ela retornou em 11 de junho de 2017. Em março de 2018, participou do torneio para coroar a campeã inaugural do Future of Stardom Championship, onde derrotou Hanan na primeira rodada e, em seguida, venceu Shiki Shibusawa na final do torneio para se tornar a primeira campeã do Future of Stardom Championship, recém-estabelecido durante o torneio realizado no Korakuen Hall.

#### Stars (2018–2021)
Como resultado do Draft da Stardom de 2018, realizado em 15 de abril, Starlight Kid formou uma facção ao lado de Mayu Iwatani, Saki Kashima, Shiki Shibusawa, Natsumi e Tam Nakano, após ser revelada como a quinta escolha do grupo, que mais tarde seria nomeado STARS. Em 27 de maio, no evento Shining Stars, ela teve sua primeira luta individual contra Io Shirai, que terminou em derrota, mas foi muito elogiada pelo público. Após a luta, AZM a desafiou pelo Future of Stardom Championship, e em 3 de junho, no evento Queen's Fes in Sapporo, a luta terminou em empate por limite de tempo. De 23 de outubro a 4 de novembro, Kid e Natsumi participaram da Goddesses of Stardom Tag League de 2018, encerrando o torneio com duas vitórias, duas derrotas e um empate, não conseguindo avançar à final.
Em 3 de janeiro de 2019, Kid perdeu seu título para Utami Hayashishita no evento New Years Stars, encerrando seu reinado após 281 dias. No Torneio Stardom Cinderella de 2019, realizado em 29 de abril, ela chegou às semifinais, onde foi derrotada por Konami.
Na primeira noite do Torneio Stardom Cinderella de 2021, em 10 de abril de 2021, Kid derrotou Momo Watanabe na primeira rodada da competição. Já na segunda noite, em 14 de maio, ela foi eliminada na segunda rodada por Saya Kamitani.

#### Oedo Tai (2021–2024)
Na última noite do Torneio Stardom Cinderella de 2021, em 12 de junho de 2021, Kid deixou a facção Starsapós ela, Koguma, Hanan, Iwatani e Rin Kadokura terem sido derrotadas por Oedo Tai (Natsuko Tora, Konami, Fukigen Death, Ruaka e Saki Kashima) em uma luta de quintetos de eliminação, onde a vencedora teria que escolher um membro da unidade oposta. Oedo Tai escolheu Kid após ela ser eliminada no final.
No Yokohama Dream Cinderella 2021 in Summer, em 4 de julho de 2021, Starlight Kid reformulou seu visual para se adequar às cores da Oedo Tai, vestindo uma roupa e máscara pretas e roxas. Ela fez sua primeira parceria com Ruaka como membro da Oedo Tai, mas foi derrotada por Momo Watanabe e AZM do Queen's Quest. Kid também desafiou Tam Nakano pelo Wonder of Stardom Championship em 21 de julho, mas foi derrotada. No Stardom 5 Star Grand Prix 2021, Kid competiu no bloco "Red Stars", onde conquistou um total de 11 pontos. Em 29 de agosto, na oitava noite do Grand Prix, Kid derrotou Natsupoi para conquistar o High Speed Championship. No Stardom 10th Anniversary Grand Final Osaka Dream Cinderella, em 9 de outubro de 2021, Kid defendeu com sucesso o High Speed Championship contra Saki Kashima. Na Goddesses of Stardom Tag League de 2021, Kid formou a dupla "Kurotora Kaidou" com Ruaka, competindo no bloco "Blue Goddess", onde elas conquistaram um total de sete pontos.
Desde o Kawasaki Super Wars, o primeiro evento da trilogia Stardom Super Wars, realizado em 3 de novembro de 2021, Kid começou sua missão de recrutar mais membros para a Oedo Tai, o que levou a uma rivalidade com Momo Watanabe, que se tornaria vítima dos jogos mentais de Kid, usados como estratégia para atrair membros para sua facção. Primeiro, Kid defendeu com sucesso o High Speed Championship contra Watanabe em 3 de novembro. No Tokyo Super Wars, em 27 de novembro, ela defendeu o título novamente, desta vez contra Koguma. Os jogos mentais de Kid contra Watanabe culminaram em uma luta de quartetos de eliminação, onde ambas seriam capitãs de suas respectivas equipes. A capitã perdedora seria forçada a se juntar à unidade adversária e, caso Kid perdesse, ela também teria que se desmascarar e revelar seu verdadeiro nome. A luta aconteceu em 18 de dezembro, no Osaka Super Wars, o evento que representou a última parte da trilogia Super Wars. Com a luta chegando a um momento decisivo e Queen's Quest liderando por 2 a 1 contra Kid, ocorreu um momento chocante quando Watanabe traiu sua facção e atacou sua parceira de longa data, AZM, com uma cadeira, garantindo a vitória para Oedo Tai. Com isso, Kid manteve sua máscara, e Watanabe se juntou à facção. No Stardom Dream Queendom, Kid defendeu com sucesso o High Speed Championship novamente, derrotando AZM e Koguma em uma luta three-way.

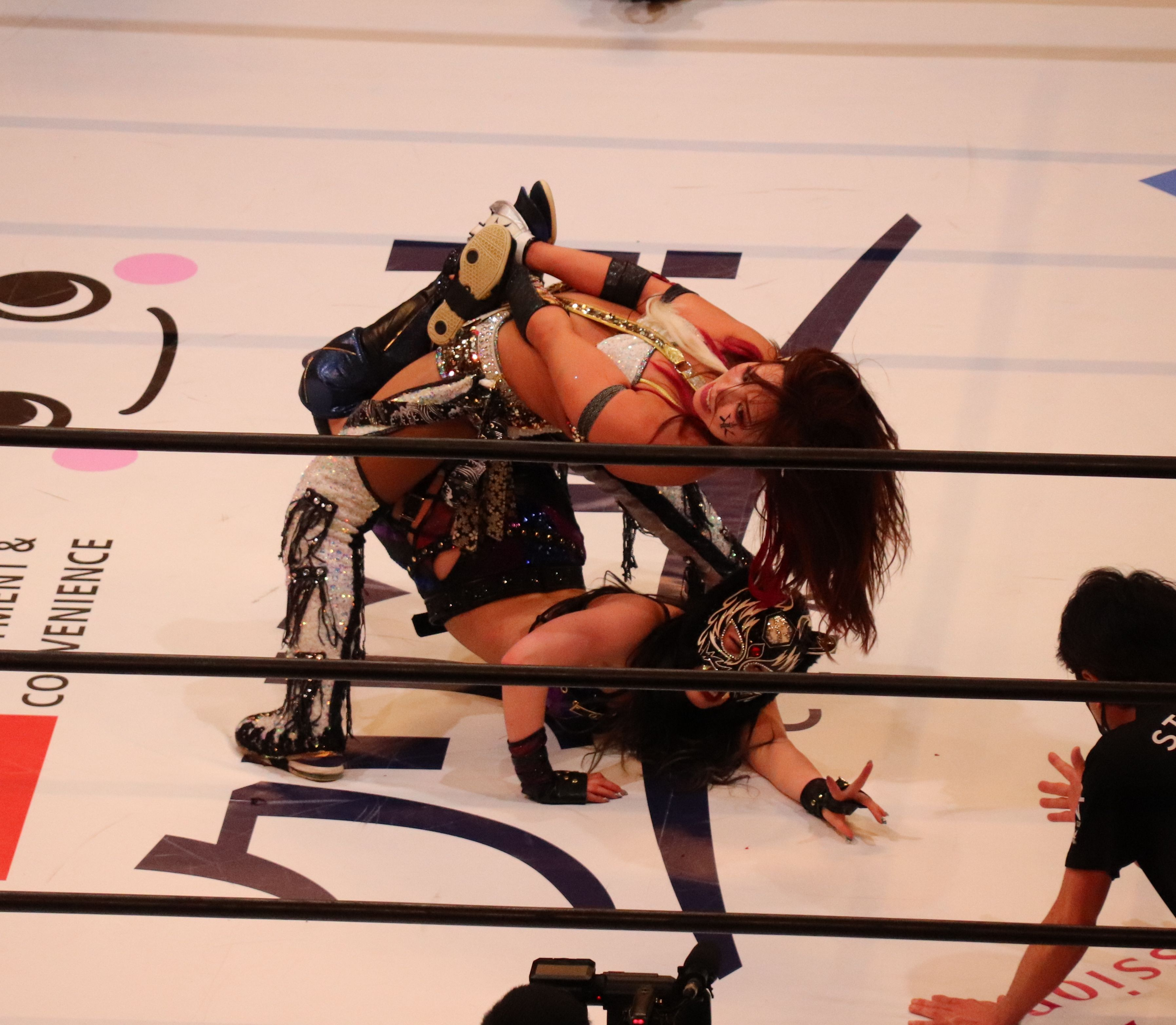
Starlight Kid enfrentando Kairi (acima) na segunda noite do Stardom World Climax 2022, em 27 de março.

No Stardom Nagoya Supreme Fight em 29 de janeiro de 2022, Starlight Kid fez equipe com Momo Watanabe e derrotou Utami Hayashishita e AZM. Em Stardom Cinderella Journey em 23 de fevereiro de 2022, ela perdeu o High Speed Championship para AZM. No Stardom New Blood 1, em 11 de março de 2022, Kid fez equipe com Ruaka para derrotar Haruka Umesaki e Nanami, da World Woman Wrestling Diana. Na primeira noite do Stardom World Climax 2022, em 26 de março, Kid formou equipe com Momo Watanabe e derrotou FWC (Hazuki & Koguma) para conquistar o Goddesses of Stardom Championship. No Torneio Stardom Cinderella de 2022, Kid foi eliminada por Natsupoi na primeira rodada em 3 de abril. No Stardom Golden Week Fight Tour em 5 de maio de 2022, Kid e Watanabe perderam o Goddesses of Stardom Championship para Hazuki e Koguma. No Stardom New Blood 2 em 13 de maio de 2022, Kid fez equipe com Ruaka & Rina, mas foram derrotadas por Cosmic Angels (Mina Shirakawa & Unagi Sayaka) e Haruka Umesaki. No Stardom Flashing Champions em 28 de maio de 2022, Kid fez equipe com Saki Kashima e Momo Watanabe para derrotar MaiHimePoi (Maika, Himeka & Natsupoi) e conquistar o Artist of Stardom Championship. No Stardom Fight in the Top em 26 de junho de 2022, Kid se juntou novamente a Watanabe e Kashima para defender com sucesso o Artist of Stardom Championship contra Giulia, Maika e Mai Sakurai. No Stardom New Blood 3, Kid fez equipe com Rina, Ruaka e Haruka Umesaki para derrotar Cosmic Angels (Mina Shirakawa, Unagi Sayaka) e Color's (Yuko Sakurai e Rina Amikura). No Mid Summer Champions in Tokyo, o primeiro evento da série Stardom Mid Summer Champions, em 9 de julho de 2022, Kid desafiou Saya Kamitani pelo Wonder of Stardom Championship, mas não teve sucesso. Na segunda noite do Mid Summer Champions in Nagoya, em 24 de julho de 2022, Kid fez equipe com Momo Watanabe e Saki Kashima para defender com sucesso o Artist of Stardom Championship contra Giulia, Maika e Himeka. No Stardom New Blood 4 em 26 de agosto de 2022, Kid fez equipe com Haruka Umesaki, mas perderam para God's Eye (Mirai e Ami Sourei). No Stardom 5 Star Grand Prix 2022, Kid competiu no bloco "Blue Stars", onde terminou com um total de 14 pontos.
No New Blood Premium em 25 de março de 2023, Starlight Kid e Karma, fazendo equipe como Bloody Fate, se tornaram as campeãs inaugurais do New Blood Tag Team Championship ao derrotarem God's Eye (Mirai e Tomoka Inaba) na final do Torneio Inaugural pelo New Blood Tag Team Championship. No New Blood 11, em 29 de setembro de 2023, Bloody Fate perdeu o New Blood Tag Team Championship para wing★gori. No mesmo dia, foi anunciado que Kid havia sofrido uma lesão no tornozelo e precisaria tirar uma licença médica. No Stardom All Star Grand Queendom 2024, em 27 de abril de 2024, Starlight Kid foi expulsa do Oedo Tai, após ser ajudada por Tam Nakano depois de ser atacada por suas ex-companheiras de grupo.

#### Neo Genesis (2024–presente)
No Stardom The Conversion em 22 de junho de 2024, AZM e Miyu Amasaki chamaram a atenção de Suzu Suzuki e Mei Seira do Crazy Star, além de Starlight Kid, que passou alguns meses como uma lutadora solitária após ser expulsa do Oedo Tai. Na primeira noite do Stardom Sapporo World Rendezvous, em 27 de julho de 2024, Kid, AZM, Seira, Suzuki e Amasaki oficializaram o nascimento da unidade "Neo Genesis", ao derrotarem o Stars (Hazuki, Koguma, Hanan, Saya Iida e Momo Kohgo) em uma luta de quintetos de eliminação, sendo essa a luta inaugural da unidade.

### New Japan Pro-Wrestling (2022–presente)
Kid frequentemente participa de lutas de exibição organizadas pela New Japan Pro-Wrestling em parceria com a Stardom. Em 5 de janeiro de 2022, na segunda noite do Wrestle Kingdom 16 da New Japan Pro-Wrestling (NJPW), ela fez sua primeira aparição na NJPW, onde, ao lado de Mayu Iwatani, não conseguiu vencer Tam Nakano e Saya Kamitani.

## Títulos e prêmios
- Pro Wrestling Illustrated
  - PWI a colocou na #51ª posição das 100 melhores lutadoras individuais no PWI Female 100 em 2018[40]
  - PWI a colocou na #9ª posição das 150 melhores lutadoras individuais no PWI Female 150 em 2022[41]
- Spark Joshi Puroresu of America
  - Spark Joshi World Championship (1 vez)
- World Wonder Ring Stardom
  - Artist of Stardom Championship (2 vezes, atual) – com Momo Watanabe e Saki Kashima (1) e AZM e Miyu Amasaki (1)[42]
  - Future of Stardom Championship (1 vez, inaugural)
  - Goddesses of Stardom Championship (1 vez) – com Momo Watanabe
  - High Speed Championship (1 vez)[43]
  - New Blood Tag Team Championship (1 vez, inaugural) – com Karma[44]
  - Wonder of Stardom Championship (1 vez, atual)
  - Torneio Inaugural pelo New Blood Tag Team Championship (2023) – com Karma
  - Torneio Inaugural pelo Future of Stardom Championship (2018)
  - Prêmio 5★Star GP
    - Prêmio de Melhor Luta do Blue Stars (2024) vs. Saori Anou em 15 de agosto no Blue Stars A[45]
    - Prêmio 5★Star GP de Mais Técnica (2021)[46]

  - Prêmios de Fim de Ano da Stardom (5 vezes)
    - Prêmio de Mais Técnica (2018)[47]
    - Prêmio de Melhor Unidade (2018, 2021) como parte do STARS com Mayu Iwatani, Hanan, Natsumi, Shiki Shibusawa, Saki Kashima, Arisa Hoshiki e Tam Nakano (2018), como parte do Oedo Tai, compartilhado com Momo Watanabe, Natsuko Tora, Rina, Ruaka e Saki Kashima[48] (2021)
    - Prêmio de Espírito de Luta (2022)[49]
    - Prêmio Shining (2021) [50]